# Syracuse (Missouri)
Syracuse è un centro abitato (city) degli Stati Uniti d'America della contea di Morgan nello Stato del Missouri. La popolazione era di 172 persone al censimento del 2010. A metà del diciannovesimo secolo, la città era il capolinea occidentale della Pacific Railway che ha raggiunto 108 miglia da St. Louis.

## Storia
Syracuse venne fondata nel 1867. Prende il nome dalla città di Syracuse, nello Stato di New York.

## Geografia fisica
Syracuse è situata a 38°40′12″N 92°52′30″W (38.669904, -92.874911).
Secondo lo United States Census Bureau, ha un'area totale di 0,38 miglia quadrate (0,98 km²).

## Società

### Evoluzione demografica
Secondo il censimento del 2010, c'erano 172 persone.

### Etnie e minoranze straniere
Secondo il censimento del 2010, la composizione etnica della città era formata dal 98,8% di bianchi e l'1,2% di due o più etnie. Ispanici o latinos di qualunque razza erano il 3,5% della popolazione.